# Tramoia

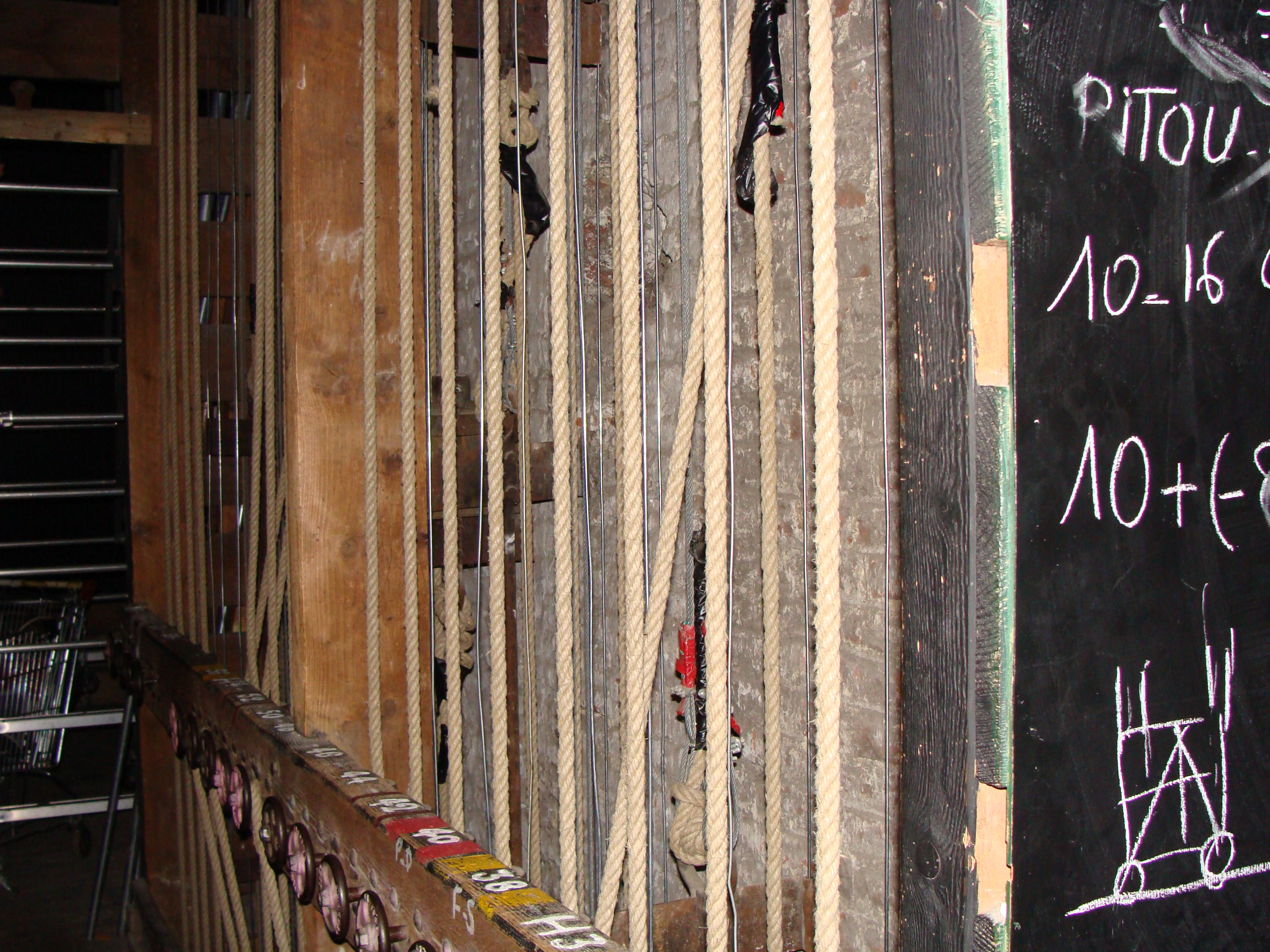
Part de la tramoia del teatre de Douai

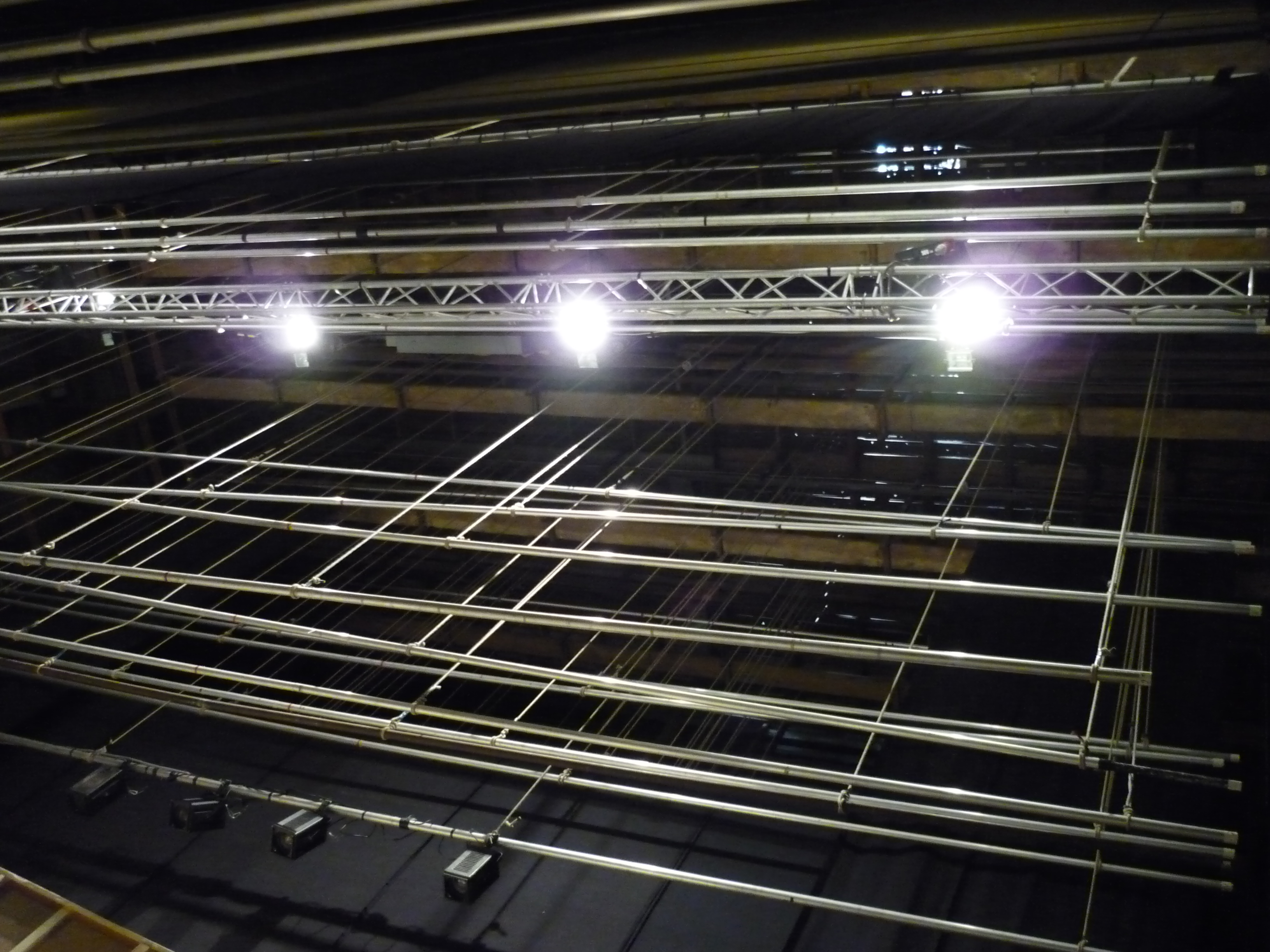
Part de la tramoia del teatre Royal des Galeries de Brussel·les

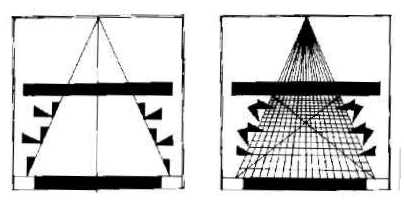
Periakto

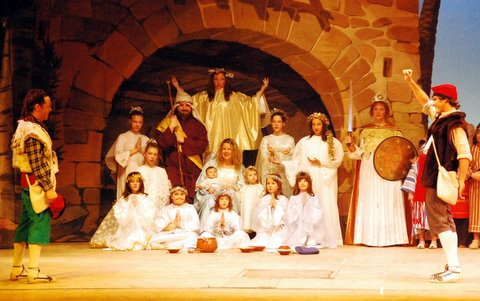
Els Pastorets d'Igualada. En aquest tipus de representacions teatrals la tramoia hi té un paper molt important.

La tramoia és el conjunt de mecanismes (politges, maquinàries i d'altres ginys) que s'utilitzen durant les representacions teatrals per fer canvis de decorats, efectes especials i d'il·luminació, entre d'altres. S'anomena tramoista a la persona que construeix i dirigeix la tramoia d'un teatre.
Una condició indispensable d'aquests mecanismes és que estiguin ocults als ulls de l'espectador, i que aconsegueixin l'efecte desitjat amb la menor despesa possible d'energia i sense sorolls. Per aquesta raó, actualment la fusta, els contrapesos i la força humana han estat substituïts en gran part per l'acer i els motors elèctrics.
La torre de tramoia és l'espai diàfan comprès entre el terra del contrafossar i el sostre de l'espai escènic. La seva finalitat és amagar al públic els elements escenogràfics, telons, equips d'il·luminació i de so. És la part de l'edifici que dona servei tècnic directe a l'escena, tant en sentit vertical com horitzontal i està composta per:
- Teler
- Espai escènic
- Fossar
- Contrafossar

## Breu evolució històrica

### Teatre Grec
En el teatre grec apareixen els primers ginys per fer diferents efectes escènics. El més conegut és l'anomenat deus ex machina, però també se’n coneixen d'altres com ara:
- Pantalles giratòries (Periakto) que permetien canviar el decorat.
- Plataforma amb rodes (Eccyclema) que s'introduïa a través de les portes per tal de transportar actors per l'escena.
- Tipus de politja (Machina) usada per fer aparèixer els deus per sobre de l'escena.
- Tribuna aèria (Theologeion) des d'on es presentaven i parlaven els personatges divins.
- Escala que pujava del subsòl (Escala de Caronte).
- Trampa mòbil (Anapiesma) que elevava als personatges.
- Recipient d'estany ple de pedres (Bronteion) que mogut amb força servia per simular trons.

### Teatre Romà
El teatre romà va assimilar la tècnica teatral grega i, per tant, basava també els seus efectes escènics en ganxos, politges i plataformes. Després de la decadència de l'Imperi Romà apareix un llarg període d'inactivitat teatral.

### Edat mitjana
A l'edat mitjana la tramoia va tenir un paper molt important en les representacions dels misteris, en les quals es segueixen utilitzant mecanismes similars. En el terrat de l'església estava situada la tramoia alta que era el conjunt de ginys, aparells i efectes per poder desenvolupar la part aèria de la representació. Un dels més destacats és el Misteri d'Elx.

### Teatre Barroc
A Espanya els muntatges teatrals del barroc en els corrals de comèdies eren molt sobris i no hi havia decorats. Tan sols hi havia una senzilla tramoia, que s'utilitzava per fer les aparicions i els efectes especials més bàsics. En canvi, les representacions fetes als palaus o a les places públiques amb motiu de la festivitat de Corpus Christi estaven farcides de trucs i ginys combinats amb sofisticats decorats i il·luminació artificial pels espectacles nocturns. El dramaturg Lope de Vega, creia que es feia un ús abusiu de la tramoia en les comèdies de sants o de màgia, ja que deia que distreia la capacitat dramàtica del text, i lamentava que el públic tan sols desitgés escenes on els sants volessin i fessin miracles. De mica en mica els aspectes escenogràfics es van perfeccionar i al segle xviii el teatre postbarroc realitzava representacions molt espectaculars pel que fa a efectes i decorats. Un gran artista escenogràfic representatiu d'aquesta època va ser Cosme Lotti, el qual gràcies als seus magnífics decorats i les seves complicades tramoies es va guanyar el sobrenom de "El Hechizero".

## Altres usos del terme

### Publicacions
La Tramoia va ser una revista de crítica teatral del País Valencià creada l'any 1987 amb la finalitat de divulgar el teatre valencià. Estava escrita en castellà i català, i dirigida per Antonio Amorós Sánchez. Era de periodicitat trimestral i tenia un tiratge de 1500 exemplars.

### Sales
La Sala Tramoia Arxivat 2021-01-19 a Wayback Machine. està situada a Elx i s'hi realitzen anualment entre 70 i 80 obres de teatre destinades al públic infantil i juvenil.

### Grups escènics catalans
- Grup de teatre amateur La tramoia de Sant Celoni fundat l'any 1998. Enllaç
- Grup de teatre amateur La tramoia de Vila-seca fundat a finals dels anys 60 però amb un retorn a partir de l'any 1992. Enllaç
- Grup de teatre amateur La tramoia de Santpedor fundat l'any 1982.
- Grup de teatre d'adults La tramoia de l'Ateneu de Sant Andreu de Barcelona.